# Se brûler les ailes
Pour plus de détails, voir Fiche technique et Distribution.
Se brûler les ailes (Burning Blue) est un film américain coécrit, coproduit et réalisé par D. M. W. Greer, sorti en 2013. Il s'agit de l’adaptation de la pièce de théâtre homonyme de D. M. W. Greer (1992), basée des enquêtes sur les accidents de l'United States Navy vis-à-vis des homosexuels à l’époque de Don't ask, don't tell (« Ne demandez pas, n'en parlez pas »).

## Synopsis
Amis de longue date, les lieutenants Dan Lynch (Trent Ford) et Will Stephensen (Morgan Spector) sont pilotes de chasse de l'avion McDonnell Douglas F/A-18C/D Hornet. Tous deux aspirent à devenir les plus jeunes pilotes acceptés dans le programme spatial. À la suite de deux accidents, l'un est dû aux troubles de la vision de Will et l’autre, l’unité fait l'objet du Service d'enquêtes criminelles de la marine (NCIS) menés par John Cokely (Michael Sirow).
En même temps, arrive un troisième pilote Matt Blackwood (Rob Mayes) qui, assez rapidement, se lie d'amitié profonde avec Dan, et ruine l’amitié entre Dan et Will. L’enquête de John Cokely débouche sur les rumeurs concernant la relation de Dan et Matt qui viennent de tomber amoureux l’un et l’autre. Quand Matt décide de quitter sa femme et de vivre avec Dan, ce qui provoque un troisième accident : l’enquête de John Cokely met la forte pression de Dan…

## Fiche technique
Sauf indication contraire, les informations mentionnées dans cette section peuvent être confirmées par la base de données cinématographiques IMDb,  présente dans la section « Liens externes ».
- Titre : Se brûler les ailes[1]
- Titre original : Burning Blue
- Réalisation : D. M. W. Greer
- Scénario : D. M. W. Greer et Helene Kvale, d'après la pièce de théâtre homonyme de D. M. W. Greer (1992)[2]
- Direction artistique : Robert W. Savina
- Décors : Jack Ryan
- Costumes : Amy Lynn Zwart
- Photographie : Frederic Fasano
- Montage : William Henry
- Musique : James Lavino
- Production : D.M.W. Greer, Andrew Halliday et Issa Zaroui
- Sociétés de production : Burning Blue The Film L.P. ; Lionsgate et Mercury Films (coproduction)
- Société de distribution : Lionsgate
- Pays d'origine :  États-Unis
- Langue originale : anglais
- Format : couleur
- Genre : drame, romance et guerre
- Durée : 96 minutes
- Dates de sortie :
  - États-Unis : 29 juin 2013 (Festival du film Frameline) ; 6 juin 2014 (sortie nationale)[3]
  - France : 22 avril 2015 (DVD)[4]

## Distribution
- Trent Ford : le lieutenant Dan Lynch
- Morgan Spector : le lieutenant William Stephensen
- Rob Mayes : le lieutenant Matthew Blackwood
- William Lee Scott : Charlie Trumbo
- Michael Sirow : John Cokely
- Cotter Smith : l'amiral Lynch
- Tammy Blanchard : Susan
- Tracy Weiler : Nancy
- Gwynneth Bensen : Tammi
- Mark Doherty : Skipper
- Chris Chalk : l'agent spécial Jones
- Jordan Dean : Stewie Kelleher
- Johnny Hopkins : Gorden
- Haviland Morris : Grace Lynch
- Karolina Muller : Olenka

## Production
Burning Blue est l'adaptation de la première pièce de théâtre du même titre de D. M. W. Greer en 1992. La production débute en 2010, et le tournage a lieu à New York et Long Island. Certaines des scènes ont utilisé le porte-avions USS John C. Stennis pour en faire un fictif CVN-44. Les scènes sur le pont d’USS John C. Stennis montrent des avions et des équipements de la marine américaine :
- Boeing E-3B Sentry
- Grumman F-14 Tomcat
- Lockheed S-3B Viking
- McDonnell Douglas F/A-18C/D Hornet
- Northrop Grumman EA-6B Prowler
- Sikorsky SH-3 Sea King
- Sikorsky SH-60 Seahawk[5]

La scène à l'aéroport naval d'Oceana est filmée à la base des Forces canadiennes Cold Lake en Alberta au Canada. L’avion de combat multirôle canadien McDonnell Douglas CF-18 Hornet représentait l'aéronef de l’United States Navy.

## Accueil
Burning Blue est sélectionné et présenté le 29 juin 2013 au festival du film Frameline aux États-Unis, avant sa sortie nationale le 6 juin 2014. L'accueil critique est très négatif : le site agrégateur de critiques Rotten Tomatoes recense une moyenne de 28 %.
En France, il sort le 22 avril 2015 en DVD.